# Lucy Hutchinson

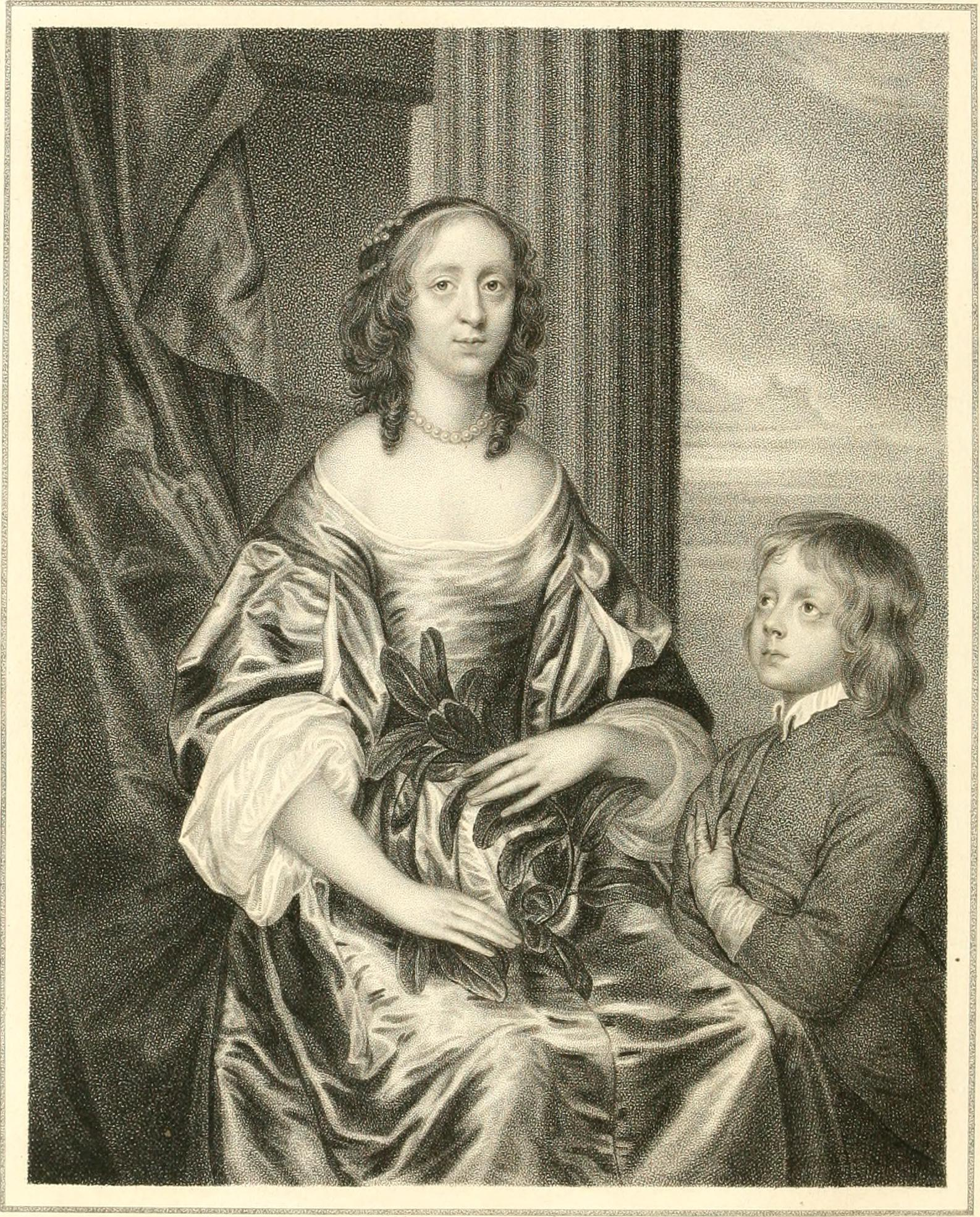
Lucy Hutchinson (gemalt von Samuel Freeman)

Lucy Hutchinson (* 29. Januar 1620 als Lucy Apsley in London; †  Oktober 1681 in Owthorpe) war eine britische Schriftstellerin und Übersetzerin sowie die Ehefrau des Politikers John Hutchinson.

## Leben
Eigenen Angaben zufolge wurde Lucy Hutchinson am 29. Januar 1620 im Tower of London geboren, wo ihr Vater Sir Allen Apsley als Lieutenant of the Tower of London tätig war. Dieser legte großen Wert auf die Bildung seiner Tochter, obwohl er selbst keine höhere Schule besucht hatte. Bereits in frühen Jahren wurde Lucy Apsley in Latein unterrichtet und von ihrer puritanischen Mutter zum Auswendiglernen von Predigten angehalten. Sie galt als frühreif und begann noch im Kindesalter, selbst Gedichte zu schreiben. Der Tod ihres Vaters im Jahr 1630 sowie die rasche Wiederheirat und Scheidung ihrer Mutter führten zu einem Sorgerechtsstreit, während dessen Dauer Lucy Apsley keinen festen Wohnsitz hatte, sondern zwischen verschiedenen Verwandten pendelte.
Aufgrund der hohen Schulden ihrer Mutter wurde von Lucy Apsley eine ertragreiche Heirat erwartet, was zu einem Konflikt zwischen Mutter und Tochter führte. Der konkrete Anlass dürfte Lucys Interesse für einen jungen Mann gewesen sein, der dem Ideal ihrer Mutter nicht entsprach. Über die Beziehung sind jedoch nur Andeutungen erhalten, da die betreffenden Seiten im Manuskript von Hutchinsons Autobiographie nachträglich ausgerissen wurden. Es folgte eine konfliktreiche Periode, in der sich die junge Frau vehement gegen jedes Angebot einer arrangierten Ehe stellte. Schließlich kam es über Charles Coleman, bei dem ihre Schwester Musikunterricht nahm, zur Begegnung mit dem kunstaffinen John Hutchinson. Sein Werben um Lucy Apsley nimmt in deren Memoiren eine prominente Stelle ein und wird aufgrund der lyrischen Gestaltung häufig zitiert. Das Paar heiratete am 3. Juli 1638 in der Pfarrkirche St Andrew.
Nach der Hochzeit zog das Ehepaar nach Middlesex, wo Lucy Hutchinson im September 1639 die Zwillinge Thomas und Edward gebar. Die Familie blieb bis zur Geburt ihres dritten Sohnes John im Jahr 1641 in Middlesex und übernahm anschließend den Familiensitz Owthorpe Hall in Nottinghamshire. Als Grund für den Umzug nannte Hutchinson später die Auflösung der Star Chamber, bei der sich ihr Ehemann kurz zuvor beworben hatte. Dieser schloss sich wenig später den Roundheads an und wurde im Englischen Bürgerkrieg zum Gouverneur von Nottingham Castle ernannt. Um ihren Mann vor seinen Rivalen innerhalb der Roundheads zu rechtfertigen, stellte Lucy Hutchinson ein Manuskript zusammen, in dem sie sämtliche Verdienste ihres Mannes für das englische Parlament beschrieb. Zu dieser Zeit erschien auch eine sorgfältig ausgearbeitete Kritik von Edmund Wallers A Panegyrick of my Lord Protector, die das Gedicht Zeile für Zeile widerlegt und häufig Lucy Hutchinson zugeschrieben wird.
Im Jahr 1647 starb Lucy Hutchinsons dritter Sohn John im Alter von sechs Jahren. Zwei Jahre später endete der Englische Bürgerkrieg und das Paar widmete sich der Neuorganisation ihres Familiensitzes. In den folgenden Jahren gebar Lucy Hutchinson die Söhne Lucius und John sowie die Töchter Barbara, Lucy, Margaret und Adeliza. Außerdem begann sie eine Übersetzung des Lehrgedichts De rerum natura von Lukrez. Auffällig ist die Nähe zum Original, die im Gegensatz zu freien Übersetzungen oder Umdichtungen nicht der damaligen Mode entsprach.
Mit der Stuart-Restauration im Jahr 1660 geriet Lucy Hutchinsons Ehemann als ehemaliger Roundhead in Gefahr, da er als Gouverneur von Nottingham Castle das Todesurteil von Karl I. unterzeichnet hatte. Sie bemühte sich erneut um seine politische Rehabilitierung, indem sie ihn durch einen gefälschten Brief zum Widerruf seiner republikanischen Anschauungen überlistete. Der Plan gelang und das Ehepaar blieb vorerst von den Vergeltungsmaßnahmen politischer Feinde verschont, nicht zuletzt durch die Unterstützung von Lucy Hutchinsons eigener einflussreicher Verwandtschaft. Dennoch kam es im Oktober 1663 zur Verhaftung von John Hutchinson, der elf Monate später als Gefangener in Sandown Castle verstarb. Im Jahr darauf starb Hutchinsons jüngste Tochter als Kleinkind.
Nach dem Tod ihres Mannes veröffentlichte Lucy Hutchinson dessen Biographie, die zu großen Teilen auf historischen Ereignissen beruht, aber an vielen Stellen literarisch ausgestaltet ist. Da sie von ihrem Mann hauptsächlich Schulden geerbt hatte, verkaufte Hutchinson zunächst ein Anwesen in Leicestershire und schließlich den Familiensitz. Letzterer ging an einen Halbbruder ihres verstorbenen Mannes, der Lucy Hutchinson vermutlich ein lebenslanges Wohnrecht garantierte. Als sich Hutchinsons Tochter Barbara einer Sekte anschließen wollte, sah sich die Mutter zu einem ausführlichen argumentativen Schreiben veranlasst, das später unter dem Titel On the Principles of the Christian Religion posthum veröffentlicht wurde. Gleichzeitig engagierte sie sich gegen den Raubdruck, der inzwischen von ihrer Lukrez-Übersetzung im Umlauf war und veranlasste schließlich eine autorisierte zweite Auflage.
Lucy Hutchinson blieb bis zu ihrem Tod im Oktober 1681 schriftstellerisch tätig. Sie wurde in der Familiengruft ihres Mannes in Owthorpe (Nottinghamshire) beigesetzt.

## Werke
Neben den folgenden Werken verfasste Lucy Hutchinson außerdem einige Gedichte, die nicht erhalten sind.
- Lukrez: De rerum natura. Zweite, autorisierte  Auflage. Anglesey 1675 (englisch).
- Lucy Hutchinson: Memoirs of the life of colonel Hutchinson. Hrsg.: Julius Hutchinson. London 1806 (englisch).
- Lucy Hutchinson: On the principles of the christian religion, addressed to her daughter, and on theology. Longman, London 1817 (englisch, google.at – Entstehungsdatum unbekannt).